# مؤسسة وستمنستر للديمقراطية
مؤسسة وستمنستر للديمقراطية (WFD) هي هيئة عامة غير تابعة لإدارة في المملكة المتحدة تم إنشاؤها لدعم المؤسسات الديمقراطية في الخارج. تأسست في مارس 1992 وسجلت كشركة محدودة بالضمان. تتلقى تمويلًا من وزارة الخارجية وشؤون الكومنولث ووزارة التنمية الدولية. الرئيس الحالي للمؤسسة هو ريتشارد جراهام  والرئيس التنفيذي الحالي هو أنتوني سميث.
تعمل المؤسسة على تحقيق تغيير سياسي مستدام في الديمقراطيات الناشئة. من خلال العمل مع المنظمات الشريكة ومن خلالها، تسعى المؤسسة إلى تعزيز مؤسسات الديمقراطية، وخاصة الأحزاب السياسية (من خلال عمل الأحزاب السياسية في المملكة المتحدة) والبرلمانات ومجموعة المؤسسات التي تشكل المجتمع المدني - المنظمات غير الحكومية والنقابات العمالية ووسائل الإعلام الحرة، من بين أمور أخرى.
تعمل المؤسسة في 34 دولة.
في عام 2016، بلغت ميزانية المؤسسة حوالي 7 ملايين جنيه إسترليني، تم إنفاق حوالي 2.5 مليون جنيه إسترليني منها من خلال الأحزاب السياسية الرئيسية في المملكة المتحدة. يتم تقديم حسابات المؤسسة إلى برلمان المملكة المتحدة سنويًا.
تمول المؤسسة الجماعات في فنزويلا التي تعارض الحكومة الاشتراكية.